# Бряза (комуна, Муреш)
Бряза (рум. Breaza) — комуна у повіті Муреш у Румунії. До складу комуни входять такі села (дані про населення за 2002 рік):
- Бряза (1207 осіб) — адміністративний центр комуни
- Філпішу-Маре (869 осіб)
- Філпішу-Мік (455 осіб)

Комуна розташована на відстані 282 км на північний захід від Бухареста, 24 км на північ від Тиргу-Муреша, 79 км на схід від Клуж-Напоки, 144 км на північний захід від Брашова.

## Населення
За даними перепису населення 2002 року у комуні проживала 2531 особа.
Національний склад населення комуни:
| Національність | Кількість осіб | Відсоток |
| -------------- | -------------- | -------- |
| угорці         | 1138           | 45,0%    |
| румуни         | 1105           | 43,7%    |
| цигани         | 284            | 11,2%    |
| німці          | 3              | 0,1%     |
| українці       | 1              | < 0,1%   |

Рідною мовою назвали:
| Мова      | Кількість осіб | Відсоток |
| --------- | -------------- | -------- |
| румунська | 1174           | 46,4%    |
| угорська  | 1152           | 45,5%    |
| циганська | 202            | 8,0%     |
| німецька  | 3              | 0,1%     |

Склад населення комуни за віросповіданням:
| Релігія                                       | Кількість осіб | Відсоток |
| --------------------------------------------- | -------------- | -------- |
| православні                                   | 1317           | 52,0%    |
| реформати                                     | 1095           | 43,3%    |
| римо-католики                                 | 51             | 2,0%     |
| греко-католики                                | 17             | 0,7%     |
| адвентисти                                    | 16             | 0,6%     |
| баптисти                                      | 9              | 0,4%     |
| унітарії                                      | 4              | 0,2%     |
| лютерани (Синодально-пресвітеріанська церква) | 3              | 0,1%     |
| п'ятдесятники                                 | 1              | < 0,1%   |
| не релігійні                                  | 1              | < 0,1%   |

## Зовнішні посилання
- Дані про комуну Бряза на сайті Ghidul Primăriilor